# Französische Rugby-Union-Meisterschaft 1986/87
Die Saison 1986/87 war die 88. Austragung der französischen Rugby-Union-Meisterschaft (französisch Championnat de France de rugby à XV). Sie umfasste 40 Mannschaften in der ersten Division (heutige Top 14).
Zwar bestand die erste Division wie in den Vorjahren nominell aus zwei Stärkeklassen mit je 40 Mannschaften. Da sich aber keine Mannschaften aus der unteren Stärkeklasse für die Finalphase qualifizieren konnten, ergab sich dadurch faktisch eine Zweiteilung. Diese Situation bestand zum letzten Mal, da in der folgenden Saison beide Stärkeklassen zusammengelegt wurden. Ssomit gab es weder Auf- noch Absteiger.
Die Meisterschaft begann mit der Gruppenphase, die vier Gruppen mit je zehn Mannschaften umfasste. In den Gruppen A und B mit den besser eingestuften Teams qualifizierten sich die Erst- bis Fünftplatzierten für die Finalphase, in den Gruppen C und D mit den schwächeren Teams nur die Erst- bis Drittplatzierten. Es folgten Achtel-, Viertel- und Halbfinale. Im Endspiel, das am 2. Mai 1987 im Parc des Princes in Paris stattfand, trafen die zwei Halbfinalsieger aufeinander und spielten um den Bouclier de Brennus. Dabei setzte sich der RC Toulon gegen den Racing Club de France durch und errang zum zweiten Mal den Meistertitel.

## Gruppenphase
|     | Team              | Siege | Unent. | Ndlg. | Spiel- punkte | Diff. | Tabellen- punkte |
| --- | ----------------- | ----- | ------ | ----- | ------------- | ----- | ---------------- |
| 01. | Stade Toulousain  | 13    | 1      | 4     | 498:242       | + 256 | 27               |
| 02. | CA Brive          | 13    | 0      | 5     | 367:289       | + 78  | 26               |
| 03. | AS Montferrand    | 10    | 2      | 6     | 286:222       | + 64  | 22               |
| 04. | AS Béziers        | 9     | 3      | 6     | 346:248       | + 98  | 21               |
| 05. | SC Graulhet       | 10    | 1      | 7     | 252:250       | + 2   | 21               |
| 06. | FC Grenoble       | 9     | 2      | 7     | 323:223       | + 100 | 20               |
| 07. | RC Narbonne       | 8     | 0      | 10    | 311:324       | − 13  | 16               |
| 08. | Stade Aurillacois | 6     | 1      | 11    | 214:410       | − 196 | 13               |
| 09. | RRC Nice          | 4     | 3      | 11    | 239:350       | − 111 | 11               |
| 10. | US Romans         | 1     | 1      | 16    | 197:475       | − 278 | 3                |

|     | Team                  | Siege | Unent. | Ndlg. | Spiel- punkte | Diff. | Tabellen- punkte |
| --- | --------------------- | ----- | ------ | ----- | ------------- | ----- | ---------------- |
| 01. | RC Toulon             | 15    | 1      | 2     | 436:202       | + 234 | 31               |
| 02. | SU Agen               | 11    | 2      | 5     | 327:232       | + 95  | 24               |
| 03. | Racing Club de France | 10    | 1      | 7     | 395:298       | + 97  | 21               |
| 04. | FC Lourdes            | 10    | 0      | 8     | 290:275       | + 15  | 20               |
| 05. | Valence Sportif       | 9     | 0      | 9     | 292:342       | − 50  | 18               |
| 06. | Biarritz Olympique    | 7     | 2      | 9     | 281:253       | + 28  | 16               |
| 07. | USA Perpignan         | 7     | 1      | 10    | 267:312       | − 45  | 15               |
| 08. | Section Paloise       | 7     | 0      | 11    | 269:357       | − 88  | 14               |
| 09. | Aviron Bayonnais      | 5     | 2      | 11    | 279:326       | − 47  | 12               |
| 10. | RC Nîmes              | 4     | 1      | 13    | 174:413       | − 239 | 9                |

|     | Team               | Siege | Unent. | Ndlg. | Spiel- punkte | Diff. | Tabellen- punkte |
| --- | ------------------ | ----- | ------ | ----- | ------------- | ----- | ---------------- |
| 01. | US Dax             | 13    | 0      | 5     | 368:218       | + 150 | 26               |
| 02. | Stade Bagnérais    | 13    | 0      | 5     | 266:149       | + 117 | 26               |
| 03. | Stadoceste Tarbais | 12    | 0      | 6     | 296:219       | + 77  | 24               |
| 04. | SA Hagetmau        | 10    | 1      | 7     | 285:207       | + 78  | 21               |
| 05. | Stade Montois      | 9     | 2      | 7     | 224:202       | + 22  | 20               |
| 06. | US Tyrosse         | 9     | 0      | 9     | 319:213       | + 106 | 18               |
| 07. | FC Oloron          | 8     | 2      | 8     | 212:238       | − 26  | 18               |
| 08. | CA Bègles-Bordeaux | 8     | 1      | 9     | 257:253       | + 4   | 17               |
| 09. | Boucau Stade       | 4     | 2      | 12    | 208:321       | − 113 | 10               |
| 10. | SC Angoulême       | 0     | 0      | 18    | 177:592       | − 415 | 0                |

|     | Team                | Siege | Unent. | Ndlg. | Spiel- punkte | Diff. | Tabellen- punkte |
| --- | ------------------- | ----- | ------ | ----- | ------------- | ----- | ---------------- |
| 01. | CS Bourgoin-Jallieu | 15    | 0      | 3     | 426:192       | + 234 | 30               |
| 02. | CO Le Creusot       | 9     | 2      | 7     | 279:196       | + 83  | 20               |
| 03. | RC Hyères           | 9     | 2      | 7     | 228:237       | − 9   | 20               |
| 04. | SC Tulle            | 9     | 0      | 9     | 307:193       | + 114 | 18               |
| 05. | Castres Olympique   | 8     | 2      | 8     | 230:241       | − 11  | 18               |
| 06. | US Carcassonne      | 7     | 2      | 9     | 154:205       | − 51  | 16               |
| 07. | SO Voiron           | 6     | 3      | 9     | 195:251       | − 56  | 15               |
| 08. | SC Albi             | 7     | 1      | 10    | 214:329       | − 115 | 15               |
| 09. | RC Saint-Gaudens    | 6     | 2      | 10    | 176:255       | − 79  | 14               |
| 10. | La Voulte Sportif   | 7     | 0      | 11    | 176:286       | − 110 | 14               |

## Finalphase

### Achtelfinale
| Datum                        | Begegnung                                   | Hinspiel | Rückspiel | Gesamt |
| ---------------------------- | ------------------------------------------- | -------- | --------- | ------ |
| 4. April 1987 11. April 1987 | RC Hyères – RC Toulon                       | 09:37    | 12:21     | 21:58  |
| 4. April 1987 11. April 1987 | AS Béziers – FC Lourdes                     | 19:09    | 09:18     | 28:27  |
| 4. April 1987 11. April 1987 | Stadoceste Tarbais – SU Agen                | 21:21    | 06:15     | 27:36  |
| 4. April 1987 11. April 1987 | Stade Bagnérais – AS Montferrand            | 12:16    | 06:28     | 18:44  |
| 4. April 1987 11. April 1987 | CS Bourgoin-Jallieu – Racing Club de France | 12:09    | 03:22     | 15:31  |
| 4. April 1987 11. April 1987 | CO Le Creusot – CA Brive                    | 15:15    | 15:26     | 30:41  |
| 4. April 1987 11. April 1987 | US Dax – Stade Toulousain                   | 18:09    | 06:29     | 24:38  |
| 4. April 1987 11. April 1987 | Valence Sportif – SC Graulhet               | 09:09    | 09:27     | 18:36  |

### Viertelfinale
| Datum          | Begegnung                        | Ergebnis |
| -------------- | -------------------------------- | -------- |
| 18. April 1987 | RC Toulon – AS Béziers           | 15:09    |
| 18. April 1987 | SU Agen – AS Montferrand         | 13:12    |
| 18. April 1987 | Racing Club de France – CA Brive | 22:19    |
| 18. April 1987 | Stade Toulousain – SC Graulhet   | 20:09    |

### Halbfinale
| Datum          | Begegnung                                | Ergebnis |
| -------------- | ---------------------------------------- | -------- |
| 25. April 1987 | RC Toulon – SU Agen                      | 18:16    |
| 25. April 1987 | Racing Club de France – Stade Toulousain | 10:09    |

### Finale
| 2. Mai 1987 | RC Toulon     | 15 : 12 | Racing Club de France | Parc des Princes, Paris Zuschauer: 49.130 Schiedsrichter: Jean-Claude Doulcet |
| 2. Mai 1987 | (9:6) Bericht |         |                       | Parc des Princes, Paris Zuschauer: 49.130 Schiedsrichter: Jean-Claude Doulcet |

Aufstellungen
RC Toulon:

Startaufstellung: Jérôme Bianchi, Yann Braendlin, Alain Carbonel, Christian Cauvy, Éric Champ, Manu Diaz, Éric Fourniols, Jérôme Gallion, Bernard Herrero, Pascal Jehl, Thierry Louvet, Eric Melville, Jean-Charles Orso, Marc Pujolle, Pierre Trémouille 

Auswechselspieler: Bernard Capitani, Henri Chapus, Fabrice Fargues, David Jaubert, Jean-Louis Raibaut, Yvan Roux
Racing Club de France:

Startaufstellung: Claude Atcher, Renaud Authié, Éric Blanc, Xavier Blond, Laurent Cabannes, Murray Dawson, Jean-Pierre Genet, Jean-Baptiste Lafond, Gérald Martinez, Franck Mesnel, Didier Pouyau, Yvon Rousset, Patrick Serrière, Eugenio Stefan, Michel Tachdjian 

Auswechselspieler: Philippe Guillard, Franck Hélière, Jean-François Impinna, Hervé Jegou, Vincent Lelano, Laurent Rouyres